# Bella (Filmreihe)
Bella ist eine Fernsehreihe des ZDF mit Andrea Sawatzki in der Titelrolle. Die Filmreihe wurde von 2010 bis 2014 ausgestrahlt und umfasst sechs Episoden.

## Handlung
Nachdem sie von der Untreue ihres Mannes erfahren hat, zieht Bella Jung mit ihrer fünfzehnjährigen Tochter Lena aus ihrer idyllischen Reihenhaussiedlung am Stadtrand von Berlin nach Kreuzberg in eine Stadtwohnung. Hier baut sie sich einen neuen Freundeskreis auf zu dem neben Antonia, die gleich um die Ecke eine kleine Bar betreibt, auch Christina, eine coole Computer-Analystin und Stammgast in Tonis Bar, und der Polizist Sebastian gehören, der gerade selbst erst eine Trennung durchlebt.
Diese Konstellation muss sich nun in diversen Lebenssituationen bewähren und auch Krisen bewältigen. Nach Lenas Weggang als au pair für ein Jahr in Australien, bildet Bella zusammen mit Sebastian eine Wohngemeinschaft, zu der sich nach einiger Zeit auch Martin hinzugesellt, der nach wie vor Teil von Bellas Leben ist. Bella scheut davor zurück, Martin einzugestehen, dass Sebastian und sie inzwischen ein Paar sind.
Ein dramatisches Ereignis im Freundeskreis führt dazu, dass der zweijährige Tom, Bella und Martins Patenkind, zur Waise wird. Beide sind sich einig, das Sorgerecht für Tom übernehmen zu wollen. Aus beruflichen Gründen muss Martin dann jedoch nach München umziehen, sodass Bella sich allein um Tom kümmern muss.
Gerade als Bella mit einer Physiotherapie-Praxis den Schritt in die Selbstständigkeit gewagt hat, taucht ganz plötzlich ihr Vater auf, zu dem sie vierzehn Jahre lang keinen Kontakt hatte. Bella ist fest entschlossen es dabei zu belassen, hat jedoch nicht damit gerechnet, dass ihre Tochter Lena das anders sieht und ihren Großvater endlich kennenlernen möchte. Und da Bella ein großes Herz hat und immer für andere da ist, die Hilfe brauchen, kann sie auch hier nicht nein sagen, zumal ihr Vater einen Schlaganfall erleidet. Sie bereut diesen Schritt auch nicht und besorgt ihrem Vater eine eigene Wohnung über ihrem Massagesalon, die er sich mit zwei weiteren „Seniormusikern“ teilt.
Nachdem das Haus, in dem Bella arbeitet und ihr Vater wohnt, verkauft werden soll, gehen alle Mieter auf die Barrikaden. Ihr Vater besetzt sogar im Stil der 68er seine Wohnung, übernimmt sich dabei aber, was einen erneuten Schlaganfall nach sich zieht, der diesmal tödlich ist. Bella kämpft nun erst recht gegen die städtische Wohnungsgesellschaft, tut dies aber meist im Alleingang und überschätzt sich dabei. Resigniert gibt sie auf und fährt mit dem kleinen Tom in Urlaub, erreicht aber durch ein aufrüttelndes Video im Internet, dass die Stadt einlenkt.
Nach einem Unfall auf Toms Geburtstagsparty erleidet Bellas Exmann, der sich seit ihrer Trennung immer wieder mit Bella getroffen hatte, eine Amnesie. Die letzten drei Jahre sind für ihn wie ausgelöscht und er ist der Meinung, noch immer mit Bella verheiratet zu sein. Seine neue Freundin kämpft um ihn und Bella will ihren Martin eigentlich auch nicht zurückhaben, weil sie sich in den letzten Jahren enorm weiterentwickelt hat, was für Martin überhaupt nicht existent ist. Dennoch entscheiden Herz und Vernunft und beide finden wieder zueinander.

## Folgen
| Folge | Titel                                   | Erstausstrahlung   | Regisseur      |
| ----- | --------------------------------------- | ------------------ | -------------- |
| 1     | Bella Vita                              | 23. Oktober 2010   | Thomas Berger  |
| 2     | Bella Australia                         | 20. April 2012     | Vivian Naefe   |
| 3     | Bella Dilemma – Drei sind einer zu viel | 5. September 2013  | Oliver Schmitz |
| 4     | Bella Familia – Umtausch ausgeschlossen | 21. September 2013 | Edzard Onneken |
| 5     | Bella Casa – Hier zieht keiner aus!     | 4. September 2014  | Edzard Onneken |
| 6     | Bella Amore – Widerstand zwecklos       | 20. September 2014 | Edzard Onneken |

## Auszeichnung
Andrea Sawatzki wurde 2011 mit dem Bayerischen Fernsehpreis Blauer Panther in der Kategorie „Beste Schauspielerin in einem Fernsehfilm“ ausgezeichnet.